# Hemibarbus songloensis
Hemibarbus songloensis är en fiskart som beskrevs av Nguyen 2001. Hemibarbus songloensis ingår i släktet Hemibarbus och familjen karpfiskar. IUCN kategoriserar arten globalt som otillräckligt studerad. Inga underarter finns listade i Catalogue of Life.